# Årets sverigefinne
Årets Sverigefinne är en årlig utmärkelse, skapad av Sisuradio vid Sveriges Radio.
Priset har delats ut sedan 2011.

## Mottagare[1]

### Årets Sverigefinne
- 2011: Tanja Lorentzon, skådespelare, Stockholm
- 2012: Anna Anu Viik, hemspråkslärare i finska, Visby
- 2013: Kai Latvalehto, musiker
- 2014: Asko Sahlberg, författare, Göteborg
- 2015: Jorma Kontio, travkusk, Enköping
- 2016: Anna Järvinen, musiker, Täby
- 2018: Janina Orlov, översättare, Stockholm
- 2019: Anna Takanen, skådespelare och författare, Stockholm
- 2020: Ari Ryynänen, närradiopratare, Göteborg
- 2021: Maarit Turtiainen, författare, journalist, Stockholm

### Årets Unga Sverigefinne
- 2011: Lina Puranen, kulturproducent, Stockholm
- 2012: Annika Hirvonen, miljöpartiets kommunfullmäktige i Sundbyberg
- 2013: Bianca Kronlöf, skådespelare, komiker, Stockholm
- 2014: Viktor Fors Mäntyranta, musiker och dokumentärfilmare, Göteborg
- 2015: Charissa Martinkauppi, pjäsförfattare och regissör, Boden
- 2016: Miriam Bryant, musiker, Stockholm
- 2018: Daniel Ståhl, diskuskastare, Stockholm
- 2019: Viivi Paavonperä, gymnasie-elev, Upplands Väsby
- 2020: Sanna Laakso, bildkonstnär, Emmaboda
- 2021: Tiffany Kronlöf, komiker, Stockholm

### Hederspris
- 2019: Esko Melakari, f.d. generalsekreterare för Sverigefinska Riksförbundet, Upplands Väsby
- 2020: Paula Ehrnebo, språkvårdare, Stockholm
- 2021: Markku Huovila, serieskapare och Erkki Vuonokari, arkivchef

### Årets Vardagshjälte
- 2011: Tero Larsson, skateboardåkare, Flen
- 2012: Hannele Iivonen, musikpedagog, Stockholm
- 2013: Daniel Särkijärvi, språkaktivist, Kalix
- 2014: Nina Uddin, skapare av Facebook-gruppen "Ruotsinmammat", Stockholm
- 2015: Kipa Blomerus, pedagog, Stockholm
- 2016: Ritva Karlsson, fritidspedagog, Stockholm
- 2018: Marja-Leena Paananen, ordförande i Kramfors Finska förening, Kramfors